# Springersdiep
Springersdiep is een betonde vaargeul in het Grevelingenmeer in de provincie Zuid-Holland. Het water is ongeveer 13½ km lang en loopt, van het knooppunt van de vaargeul Hals met de vaargeul Vlieger aan de oostkant met een boog rond de noordkant het eiland Hompelvoet naar de voormalige werkhaven Kabbelaarsbank, nu Port Zélande aan de westkant. De diepte is -14,0 tot -5,0 meter t.o.v. het meerpeil.
Aan de noordwestkant van de Hompelvoet loopt richting noordoost-zuidwest de Springersgeul ongeveer 3½ km lang parallel naast het Springersdiep. 
Na 19,9 km in het Springersdiep geeft de Hompelgeul een vaarweg naar de vaargeul Grevelingen met een diepte van -7,0 tot -5,0 meter t.o.v. het meerpeil. 
Na 21,1 km in het Springersdiep geeft de Geul van Ossehoek een vaarweg naar de vaargeul Grevelingen met een diepte van -10,0 tot -3,4 meter t.o.v. het meerpeil. 
Tussen de Hompelgeul en de Geul van Ossehoek ligt het recreatie-eilandje Ossehoek. 
Het water is zout en heeft geen getij. 
De vaargeulen Springersdiep, Hompelgeul en Geul van Ossehoek zijn te gebruiken voor schepen met CEMT-klasse III.
De Springersdiep is onderdeel van het Natura 2000-gebied Grevelingen.